# Temporada 1971-1972 del Club Joventut Badalona
La temporada 1971-1972 va ser la 33a temporada en actiu del Club Joventut Badalona des que va començar a competir de manera oficial. La Penya va disputar la seva 16a temporada consecutiva a la màxima categoria del bàsquet espanyol, acabant la competició en la tercera posició, una posició per sota de l'aconseguida la temporada anterior. Aquesta temporada també va ser semifinalista de la Recopa d'Europa i finalista de la Copa del Generalíssim.

## Resultats
Recopa
El Joventut va arribar fins a semifinals en aquesta edició de la Recopa d'Europa, al perdre davant el KK Crvena Zvezda (Iugoslàvia). Prèviament havia eliminat el KS Partizani (Albània) a la primera ronda i el Sutton BC (Anglaterra) a vuitens, i va ser segon al seu grup de semifinals.
Lliga espanyola
A la lliga espanyola finalitza en la tercera posició de 12 equips participants. En 22 partits disputats va obtenir un bagatge de 17 victòries i 5 derrotes, amb 1.778 punts a favor i 1.393 en contra (+385).
Copa del Generalíssim
El Joventut va tornar a ser finalista en aquesta edició de la Copa del Generalíssim, perdent una altra vegada davant el mateix butxí: el Reial Madrid. A la fase prèvia, el Joventut va quedar líder del seu grup per davant del Barça, el SD Kas (Bilbao) i el CP San José Irpen (Badalona). A semifinals va eliminar l'Estudiantes imposant-se en els dos enfrontaments.

## Plantilla
La plantilla del Joventut aquesta temporada va ser la següent:
| Club Joventut Badalona: plantilla 1971-72 |
| Jugadors                                  |
| Lluís Miguel Santillana                   |
| Francesc Buscató                          |
| Miguel Ángel Estrada                      |
| Enric Margall                             |
| Narcís Margall                            |
| Guifré Gol                                |
| Josep Maria Oleart                        |
| Santiago Udaeta                           |
| Joan Filbà                                |
| Alfonso Martínez                          |
| Costa                                     |
| Entrenador                                |
| Josep Lluís i Cortés                      |